# Навбахор (Папский район)
Навбахор (узб. Navbahor/Навбаҳор) — посёлок городского типа в Папском районе Наманганской области, Узбекистан. Посёлок расположен у остановочного пункта 31-й км в 4 км от железнодорожной станции Бувайда (на линии Коканд — Наманган).
Статус посёлка городского типа с 1979 года.

## Население
| 1989 |
| ---- |
| 1202 |